# 人狼 (2018年電影)
《人狼》是一部2018年上映的韓國科幻動作片，由金知雲執導，姜棟元、韓孝周、鄭雨盛及金武烈主演，於2018年3月23日殺青。該片改編自沖浦啓之執導的2000年日本動畫電影《人狼 JIN-ROH》，2018年7月25日在韓國上映。

## 劇情
在2024年,中國、日本和大韩民国之間的政治和領土爭端導致日本重新軍事化,美国和俄罗斯為了確保他們在東亞的利益而採取行動。由於擔心戰爭的可能性,南韓和北韓同意在五年內為了生存而統一。然而,這導致其他反對統一的上述大國對韓國施加重大关税,引發经济萧条,導致支持統一的情緒驟降,並導致内乱、犯罪和恐怖主义急劇上升。隨著反統一運動高漲,國內恐怖組織"邪教"應運而生,南韓政府看到韓國警察廳無法獨自應對抗議和本土恐怖主義,因此成立了特別部隊來打擊邪教,並為士兵配備了未來主義的動力服和獨特的帶有發光紅色鏡片的防毒面具,使他們裝備精良。儘管特別部隊在粉碎邪教方面非常有效,但在他們成立一年後發生的一起事件—被稱為"血腥星期五",當時一個特別部隊小組在突襲期間誤把年輕的女學生當成邪教恐怖分子,殺死了其中15人—引發了巨大的反彈,迫使特別部隊士兵在部署時始終戴著防毒面具以保護他們的身份。此外,特別部隊發現自己與希望解散特別部隊的情报机构公共安全部處於對立狀態。
2029年,首爾光化门广场的一場反統一抗議活動變得暴力,邪教恐怖分子用火器和炸藥包攻擊防暴警察防線,殺死了幾名裝備不足的警察以及交火中的抗議者。特別部隊被派去打敗恐怖分子,並突襲了他們在下面的暴雨下水道中的藏身處,在邪教恐怖分子拒絕投降時殺死了他們中的大多數。特別部隊士兵林重慶(Lim Joong-kyung)與攜帶炸藥袋的年輕邪教信使李在熙(Lee Jae-hee)對峙,試圖勸說她投降,但她卻引爆了炸藥,自殺身亡。這一事件的消息進一步損害了特別部隊的聲譽,受到震驚的林被送回訓練中心接受教育班長張真泰(Jang Jin-tae)的重新評估。
林被公共安全部負責人韓尚宇(Han Sang-woo)聯繫,韓告訴他,死去的信使有一個妹妹李允熙(Lee Yun-hee)。林在南山塔與允熙見面;允熙告訴他,她並不認為林要為她姐姐的死負責,因為他們只是在對立的陣營中戰鬥,他們很快就成為了朋友。林不知道的是,允熙實際上是一名前邪教信使,為了避免入獄並為她生病的弟弟獲得手術,不情願地被韓和公共安全部拉入了他們的陰謀中,以詆毀特別部隊;然而,特別部隊秘密地已經意識到了這一點,一個名為"人狼"的內部臥底小組正試圖保護他們免受公共安全部的傷害。
允熙被人狼成員金哲珍(Kim Cheol-jin)抓獲並審問,她透露邪教是由公共安全部資助的,而她被脅迫為他們殺人。允熙被釋放,前往公共安全部在南山塔設下的陷阱地點,她要在那裡誣陷林,同時攜帶一個追蹤設備,供臥底的公共安全部特工逮捕他;然而,林被提醒特工的存在,殺死了他們,並與允熙一起逃離。逃脫後,林向韓發送了韓與邪教勾結的照片證據,促使公共安全部對他們展開追捕,而特別部隊則為了報復公共安全部的活動而突襲了一座政府大樓。林和允熙試圖到達一個安全屋與人狼及其領導人張會面,但他們無法到達那裡,而是在下水道中避難,而金被韓抓獲、殘酷審問並意外殺死。在下水道中,允熙啟動了她的追蹤設備,提醒韓和公共安全部,他們派出自己的特種部隊小組前往她的位置。人狼趕到,為林提供了一套特別部隊的外骨骼和機槍,然後將允熙—實際上是金瑞熙(Kim Seo-hee),邪教女子部隊的前指揮官—帶到安全地帶。公共安全部小組和韓聚集在允熙追蹤設備的位置,卻遇到了全副武裝的林,他在一場持久的槍戰中殺死了小隊和韓。
林與瑞熙和其他人狼成員重聚,但張命令他處決瑞熙,因為她仍然是一名為公共安全部從事間諜活動的恐怖分子。然而,林拒絕了,並在張離開時釋放了她。張預料到會發生這種情況,讓瑞熙活了下來,並回來與林戰鬥,因為他背叛了組織,但當林宣布他要退出特別部隊時,張允許他離開。後來,瑞熙和她的弟弟登上火車離開首爾;當火車出發時,瑞熙向窗外看去,看到了林。

## 演員陣容

### 主要人物
- 姜棟元 飾演 林鐘慶

特機隊前衛隊員。角色相當於動畫版的伏一貴。
- 韓孝周 飾演 李允熙

自爆身亡少女李在熙的姊姊。角色相當於動畫版的雨宮圭。
- 鄭雨盛 飾演 張真泰

特機隊訓練所長。角色相當於動畫版的塔部八郎。
- 金武烈 飾演 韓相佑

原為林鐘慶的特機隊同期，但現在任職公安部次長。角色相當於動畫版的邊見敦。

### 其他人物
- 韓藝璃 飾演 具美京

恐攻團體成員，李允熙的友人。為真人版原創角色。
- 崔珉豪 飾演 金澈真

特機隊隊員，林鐘慶的學弟。為真人版原創角色。
- 申銀秀 飾演 紅帽少女／李在熙

恐攻團體的少女成員，角色相當於動畫版的阿川七生。
- 金法萊 飾演 朴武英，特機隊隊長。
- 李東河 飾演 朴哲宇
- 崔鎮鎬 飾演 朴正基，秘書室長。
- 鄭原仲 飾演 金明培，警察廳廳長。
- 劉尚宰 飾演 「人狼」成員
- 朴成澤 飾演 「人狼」成員
- 姜賢重 飾演 「人狼」成員
- 金載英 飾演 「人狼」成員
- 玉子妍 飾演 「人狼」成員
- 金賢俊 飾演 「人狼」成員
- 沈昭英 飾演 「異端」1組組員
- 許正熙 飾演 「異端」1組組員
- 趙雲 飾演 「異端」2組組長
- 金鐘泰 飾演 「異端」2組組員
- 文載元 飾演 「異端」2組組員
- 李佳京 飾演 秘密基地的「異端」成員
- 全真㥠 飾演 李允熙的弟弟
- 張汝彬 飾演 果川體育館的女學生
- 朴亨洙 飾演 理髮師
- 林哲亨 飾演 調查委員會發言人
- 金藝恩 飾演 南山塔咖啡廳職員
- 孫敬元 飾演 出租車司機
- 文藝媛 飾演 穿著華麗的女子
- 全汝彬 飾演 化妝品廣告模特
- 張元亨 飾演 朴泰京
- 白承益 飾演 公安部特殊任務組組員
- 金義建 飾演 公安部特殊任務組組員
- 權赫範 飾演 公安部特殊任務組組員
- 全光鎮 飾演 公安部精銳要員
- 崔允羅 飾演 公安部精銳要員
- 李濟延 飾演 公安部精銳要員
- 金哲允 飾演 公安部精銳要員
- 朴珠熙 飾演 洪正熙，特殊機動隊間諜。
- 許智元 飾演 檔案員
- 鄭基燮 飾演 祭壇師
- 金文赫 飾演 吳炯鎮，監察科科長。
- 洪仁 飾演 情報員
- 鄭亨錫 飾演 劉部長
- 文珠妍 飾演 李允熙的替身

### 友情演出
- 朴秉恩 飾演 朴煥烈，監察部部長。

### 特別演出
- 許峻豪 飾演 李基石

公安部部長。角色相當於動畫版的室戸文明。

## 獎項榮譽
| 年份   | 頒獎禮       | 獎項         | 入圍者         | 結果 |
| ------ | ------------ | ------------ | -------------- | ---- |
| 2018年 | 第55屆大鐘獎 | 最佳服裝設計 | 趙相慶、孫娜理 | 獲獎 |

## 外部連結
- NAVER上《人狼》的資料
- Daum上《人狼》的資料

- 韩国电影数据库（KMDb）上《人狼》的資料
- 互联网电影数据库（IMDb）上《人狼》的资料（英文）
- 豆瓣电影上《人狼》的資料 （简体中文）